# توکویسکو
توکویسکو (به لاتین: Tłokowisko) یک منطقهٔ مسکونی در لهستان است که در Gmina Iława واقع شده‌است.